# Közép-Magyarország
Közép-Magyarország (česky Střední Maďarsko) je podle administrativního dělení NUTS:HU jedno z maďarských částí státu a regionů.

## Oblast
Tato oblast zahrnuje hlavní město Budapešť a župu Pest.

### Velká města
- Budapešť 1 703 000
- Érd 64 000
- Cegléd 39 000
- Dunakeszi 35 000
- Vác 34 000
- Gödöllő 33 000
- Szigetszentmiklós 30 000
- Budaörs 28 000
- Nagykőrös 26 000
- Szentendre 25 000
- Gyál 23 000